# Hans Reinerth
Hans Reinerth (* 13. Mai 1900 in Bistritz, Siebenbürgen, Österreich-Ungarn; † 13. April 1990 in Unteruhldingen) war ein deutscher Archäologe. Er war ein Pionier der Pollenanalyse und der modernen Siedlungsarchäologie, ist aber durch seine Rolle in der Zeit des Nationalsozialismus und seine Ansichten darüber umstritten.

## Leben

### Studienzeit
Sein kurzes Studium schloss Reinerth mit der Promotion 1921 in Tübingen ab, schon 1925 folgte die Habilitation. Das Tübinger Urgeschichtliche Forschungsinstitut unter der Leitung von Robert Rudolf Schmidt führte damals umfangreiche Grabungen am Federsee durch, wo Reinerth bald eine wichtige Rolle einnahm. Er untersuchte unter anderem die bronzezeitliche Wasserburg Buchau, blieb aber deren Grabungspublikation zeitlebens schuldig. Erst etwa 75 Jahre später publizierte
Wolfgang Kimmig dann das Grabungsprojekt.

### Während des Nationalsozialismus
Reinerth war Mitglied im völkisch gesinnten, antisemitischen Kampfbund für deutsche Kultur und trat zum 1. Dezember 1931 der NSDAP bei (Mitgliedsnummer 758.940). Im März 1933 unterzeichnete er die Erklärung von 300 Hochschullehrern für Adolf Hitler. Von 1933 bis zum Ende des Zweiten Weltkrieges war Reinerth Leiter des Reichsbundes für Deutsche Vorgeschichte. Im Jahr 1944 wurde er zum Mitglied der Leopoldina gewählt. Im Jahr 1934 wurde Reinerth Nachfolger Gustaf Kossinnas auf dem Lehrstuhl an der Universität Berlin. Er wurde Herausgeber der Zeitschriften Germanen-Erbe und Mannus, Zeitschrift für Deutsche Vorgeschichte und war daneben Abteilungsleiter für Vor- und Frühgeschichte bei der Nationalsozialistischen Kulturgemeinde, der Nachfolgeorganisation des Kampfbunds. Im Juli 1934 wurde Reinerth außerdem Mitglied in der Hochschulkommission der NSDAP. 1936 war er maßgeblich am Aufbau des Archäologischen Freilichtmuseums in Oerlinghausen beteiligt. 1937 schrieb er in der Zeitschrift Volk und Heimat: „Wer unsere germanischen Vorfahren schmäht und herabsetzt, steht heute nicht mehr dem vereinzelten völkischen Kämpfer, sondern der geschlossenen Front aller nationalsozialistischen Deutschen gegenüber“. Unter Anwesenheit des badischen Gauleiters Robert Wagner weihte Reinerth im Juni 1938 ein von ihm konzipiertes Freilichtmuseum mit 14 rekonstruierten Steinzeithütten in Radolfzell ein. Von 1938 bis 1940 leitete er die Ausgrabungen der Moorsiedlung Hunte 1 am Dümmer. 1939 wurde er in Alfred Rosenbergs Überwachungsdienststelle Beauftragter des Führers für die Überwachung der gesamten geistigen und weltanschaulichen Schulung der NSDAP Leiter des „Amts Vorgeschichte“.
Ab 1940 gehörte Reinerth als Leiter eines „Sonderstabs Vorgeschichte“ dem Einsatzstab Reichsleiter Rosenberg, ERR, an, der insbesondere sogenanntes „herrenloses Kulturgut von Juden“ raubte. Die Besitzer waren in aller Regel zuvor ermordet worden. 1941 leitete er nach der deutschen Eroberung Griechenlands eine Grabung jungsteinzeitlicher Besiedlung in Thessalien, mit der er „bewies“, dass Germanen Griechenland von Norden her besiedelt hätten. Ein Teil der Funde wurde nach Deutschland geschafft und tauchte erst nach seinem Tod in seinen privaten Beständen in Unteruhldingen auf, von wo sie 2014 durch Gunter Schöbel restituiert wurden.
Im September 1942 rief Rosenberg eine „Arbeitsgemeinschaft für griechisch-iranische Altertumsforschung in den besetzten Ostgebieten“, als AG im Institut für Indogermanische Geistesgeschichte, mit Sitz in München ins Leben. Die Forschungen in diesem Bereich sollte Richard Harder leiten. Zu seinem Vertreter wurde Reinerth, als Leiter des Sonderstabs Vorgeschichte, ernannt, um die Zusammenarbeit zwischen dem Sonderstab und dieser Arbeitsgemeinschaft zu stärken. In einem Brief vom 29. September 1942 schrieb Rosenberg an Harder, wobei „Sicherung“ in heutigen Begriffen „Raub“ bedeutet

„Vom 21. September 1942 (an) habe ich Dr. Reinerth mit der Feststellung, Sicherung, Erforschung der vor- und frühgeschichtlichen germanischen und slawischen Funde und sonstigen Hinterlassenschaften in den Museen, wissenschaftlichen Instituten, Privatsammlungen und an den sonstigen Orten der besetzten Ostgebiete beauftragt.“

Reinerth wurde am 27. Februar 1945 durch das Oberste Parteigericht aus der NSDAP ausgeschlossen. Als Grund galt, dass er „freundschaftliche Beziehungen mit Juden unterhielt“. Der wirkliche Grund wird der Kompetenzstreit zwischen dem Amt Rosenberg und dem SS-Ahnenerbe gewesen sein, da Reinerth zum Amt Rosenberg gehörte.

### Nach 1945
Nach dem Zweiten Weltkrieg wurde Reinerth Direktor des Pfahlbaumuseums Unteruhldingen, das lange Zeit ein sehr konservatives Bild der Vorgeschichte vermittelte. Er leitete es noch unter der Bezeichnung „Freilichtmuseum deutscher Vorzeit“ bis zu seinem Tod.
Reinerth war einer der wenigen nationalsozialistisch belasteten Archäologen, die in der Nachkriegszeit ihre Karriere nicht fortsetzen konnten. 1949 wurde er von Kollegen, unter ihnen mehrere ehemalige SS-Mitglieder wie der ehemalige SS-Obersturmbannführer Herbert Jankuhn, später Professor für Ur- und Frühgeschichte in Göttingen, bei einer Zusammenkunft in Regensburg wegen „unsachlicher und tendenziöser Wissenschaft der Prähistorie“ in einer Resolution aus der Wissenschaftsgemeinde der Ur- und Frühgeschichtler ausgeschlossen.
Reinerth war zwischen 1954 und 1958 der erste Vorsitzende des neu gegründeten Verbandes Deutscher Sporttaucher (VDST). 1958 wurde er zum Ehrenpräsident des VDST ernannt. Von 1954 bis 1961 leitete er innerhalb des Verbandes die Sachabteilung Unterwasserforschung. Über seine Forschungen zu den Pfahlbauten bei Unteruhldingen publizierte Reinerth in diesen Jahren mehrere Artikel im „Delphin“, der Mitgliederzeitschrift des VDST.

## Schriften (Auswahl)
Herausgeber der Zeitschriften Mannus und Germanen-Erbe
- Die Pfahlbauten des Bodensees im Lichte der neuesten Forschung, in: Schriften des Vereins für Geschichte des Bodensees und seiner Umgebung, 50. Jg. 1922, S. 56–72 Digitalisat
- Das Federseemoor als Siedlungsland des Vorzeitmenschen. Schussenried 1923; durchgesehene und im Bilderteil stark erweiterte Neuauflage: Leipzig 1936
- Die Chronologie der jüngeren Steinzeit in Süddeutschland. Augsburg 1923
- Ausgrabungen bei Entringen (Ausgrabung eines Hallstatthauses) "Tübinger Chronik" 8. Februar 1926
- Ein Wohnhaus der Hallstatt-C-Stufe bei Entríngen "Prähistorische Zeitschrift" in Leipzig 1926
- Die Besiedlung des Bodensees zur mittleren Steinzeit. Schumacher-Festschrift zum 70. Geburtstag Karl Schumachers. Mainz 1930, S. 91–95
- mit anderen Autoren: Das Pfahldorf Sipplingen. Ergebnisse der Ausgrabungen des Bodenseegeschichtsvereins 1929/30, in: Schriften des Vereins für Geschichte des Bodensees und seiner Umgebung, 59. Jg. 1932, S. 1–154 (Digitalisat)
- Das Federseemoor als Siedlungsland des Vorzeitmenschen. Kabitzsch, Leipzig 1936
- Herausgeber und Mitautor: Vorgeschichte der deutschen Stämme. Germanische Tat und Kultur auf deutschem Boden. 3 Bände.  Bibliographisches Institut / Herbert Stubenrauch, Leipzig / Berlin 1940
- Handbuch der vorgeschichtlichen Sammlungen Deutschlands, Süd- und Mitteldeutschland einschließlich des Protektorats Böhmen u. Mähren. Hg. „Reichsbund für Deutsche Vorgeschichte“ und „Reichsamt für Vorgeschichte der NSDAP“. Verlag J. A. Barth, Leipzig 1941
- Pfahlbauten am Bodensee. Überlingen 1977